# Всеобщий национальный конгресс
Всеобщий национальный конгресс (араб. المؤتمر الوطني العام‎) — бывший законодательный орган Ливии, однопалатный парламент с 2012 по 2014 годы. Первые всенародные выборы в нём прошли 7 июля 2012 года. 4 августа 2014 года новым законодательным органом Ливии становится Палата представителей Ливии.
8 августа 2012 г. Национальный переходный совет, который управлял страной с конца гражданской войны в Ливии, официально передал власть Всеобщему национальному конгрессу. ВНК должен был сформировать кабинет министров и подготовить проект Конституции.

## Текущий состав
Всеобщий национальный конгресс имеет 200 мест. Большинство мест (39) на выборах получил либеральный «Альянс национальных сил», возглавляемый бывшим премьер-министром Переходного национального совета Махмудом Джибрилем, на втором месте (17) исламистская Партия справедливости и развития.
10 августа 2012 года ВНК избрал своим спикером лидера «Национального фронта» Мухаммеда аль-Макрифа, а 31 октября 2012 года утвердил новый кабинет правительства во главе с Али Зейданом.

## Ликвидация
4 августа 2014 года новым законодательным органом Ливии официально становится Палата представителей Ливии. Однако, параллельно начинает действовать непризнанный парламент — Новый Всеобщий национальный конгресс, военные формирования которого захватывают столицу Ливии город Триполи.